# Arquipélago Wilhelm

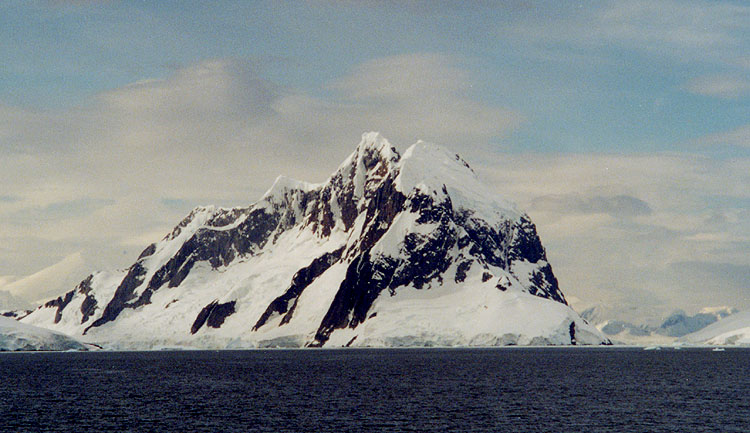
A Ilha Booth vista do sul e o Canal Lemaire não muito visível à direita

O Arquipélago Wilhelm (65° 08′ S, 64° 20′ O) é um arquipélago fora da costa oeste da Península Antártica na Antártica.
O Arquipélago Wilhelm consiste de uma miríade de ilhas, sendo as maiores delas a Ilha Booth e a Ilha Hovgaard. O arquipélago se estende do Estreito Bismarck à sudoeste do Rochedo Lumus, fora da costa oeste da Terra de Graham. Foi descoberto por uma expedição alemã sob o comando de Eduard Dallmann, 1873-74. Ele o batizou com o nome de Wilhelm I, o então Imperador da Alemanha e Rei da Prússia.